# Paulina Carmantrand
Paulina Carmantrand lub Carmantrant z domu Hausenöder lub Husenöder (ur. ok. 1845 na Śląsku, zm. 4 lutego 1893 w Warszawie) – aktorka teatralna i dyrektorka teatru prowincjonalnego oraz warszawskich teatrów ogródkowych.

## Kariera teatralna

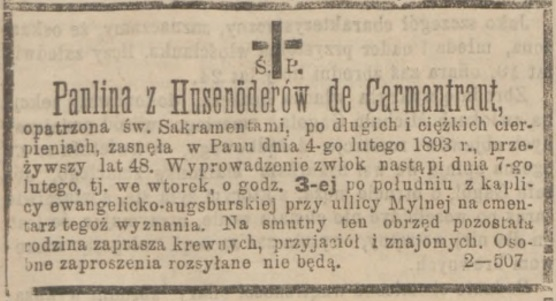
Nekrolog Pauliny Carmantrant zamieszczony w "Kurjerze Warszawskim" 6 lutego 1893.

Początkowo (1866) występowała w zespole Jana Chełmikowskiego i Konstantego Sulikowskiego we Włocławku. Następnie występowała w zespole swego męża, Aleksandra Carmantranda, a po jego śmierci także w zespole Władysława Dębskiego (1873-1875) m.in. w Sandomierzu. Wspólnie z mężem kierowała zespołami teatralnymi, m.in. w Piotrkowie w 1869 r. oraz w Warszawie (warszawski teatr ogródkowy "Prado") w 1871 r. Samodzielnie prowadziła zespół pod nazwą Towarzystwo Artystów Dramatycznych występujący w latach 1871-1872 w Kole, Wieluniu i Kielcach, oraz warszawski teatr ogródkowy "Pod Lipką (sezon letni 1871).

## Życie prywatne
W 1865 r. poślubiła aktora, Aleksandra Carmantranda, wraz z którym prowadziła zespół teatru prowincjonalnego.